# نهج (درعا)
نهج هي قرية تقع في موقع متميز على الحدود الأردنية حيث يحدها من الجنوب الأردن ومن الغرب تل شهاب وخربة قيس ومن الشمال المزيريب ومن الشرق خراب الشحم واليادودة. تعتبر قرية جميلة وذو طبيعة خلابة يوجد بها محطة نهج وسكة القطار ومن أبرز معالمها مسجد خالد بن الوليد ومدرسة نهج للتعليم الأساسي. يبلغ عدد سكانها ما يقارب 5000 نسمة أغلبهم من الجولان المحتل ويعمل أهلها بالزراعة والتجارة ويوجد قسم كبير مغتربين عن القرية. 